# Eduardo Retat
Eduardo Julian Retat (Santa Marta, 16 giugno 1948) è un ex calciatore colombiano, di ruolo centrocampista.

## Carriera

### Club
Ha sempre giocato nella massima serie colombiana.

### Nazionale
Con la maglia della Nazionale ha partecipato alla Copa América 1975.